# Онушонок, Паулина Ивановна
Паулина Ивановна Онушонок, в девичестве Сеглиня (латыш. Pauline Onušonoka (Segliņa); 1892—5 мая 1982) — первая женщина — начальник отделения милиции, начальник 11-го отделения милиции Ленинграда в 1930-е годы, известная тем, что за несколько месяцев покончила со знаменитой лиговской преступностью. Ей принадлежит инициатива открытия детских комнат милиции.

## Биография
Родилась в 1892 году в Лифляндской губернии (современная Латвия) Российской империи, в семье бедного крестьянина-батрака Яниса Сеглиньша.
В 1905 году примкнула к революционному движению. Участница легендарного штурма Зимнего дворца. Член партии с января 1917 года.
С 1918 года — в органах ВЧК.
Первый организатор пионерского и комсомольского движения в Ямбурге-Кингисеппе.
В 1920-е годы — сотрудник уголовного розыска кингисеппской милиции, с 1923 года — начальник Кингисеппского уездного отделения угрозыска, также член уездного исполкома и нештатный инструктор РК ВКП(б). Была первой женщиной — начальником отделения милиции. Возглавляемое ею подразделение в короткий срок стало одним из лучших.
В 1929 году назначена лично С. М. Кировым начальником 11-го отделения милиции города Ленинграда.
Известна тем, что в течение нескольких месяцев покончила со знаменитой лиговской преступностью.
В сентябре 1933 года в числе группы первых советских женщин была награждена орденом Трудового Красного Знамени. Отмечена знаком «Почётный работник рабоче-крестьянской милиции».
На 1937 года — лейтенант милиции, на предвоенных фотографиях видны знаки различия капитан милиции.
Муж — Дмитрий Фёдорович Онушонок, большевик, командир отряда красной гвардии, начальник КПП НКВД Кингисеппа. Воспитала шесть приёмных детей.

## Интересный факт
Является прототипом героини снятого в 2017 году сериала «Отличница» — начальницы отдела Паулины Мартыновны Иваненок, роль исполнила актриса Юлия Ауг.